# 樅山站

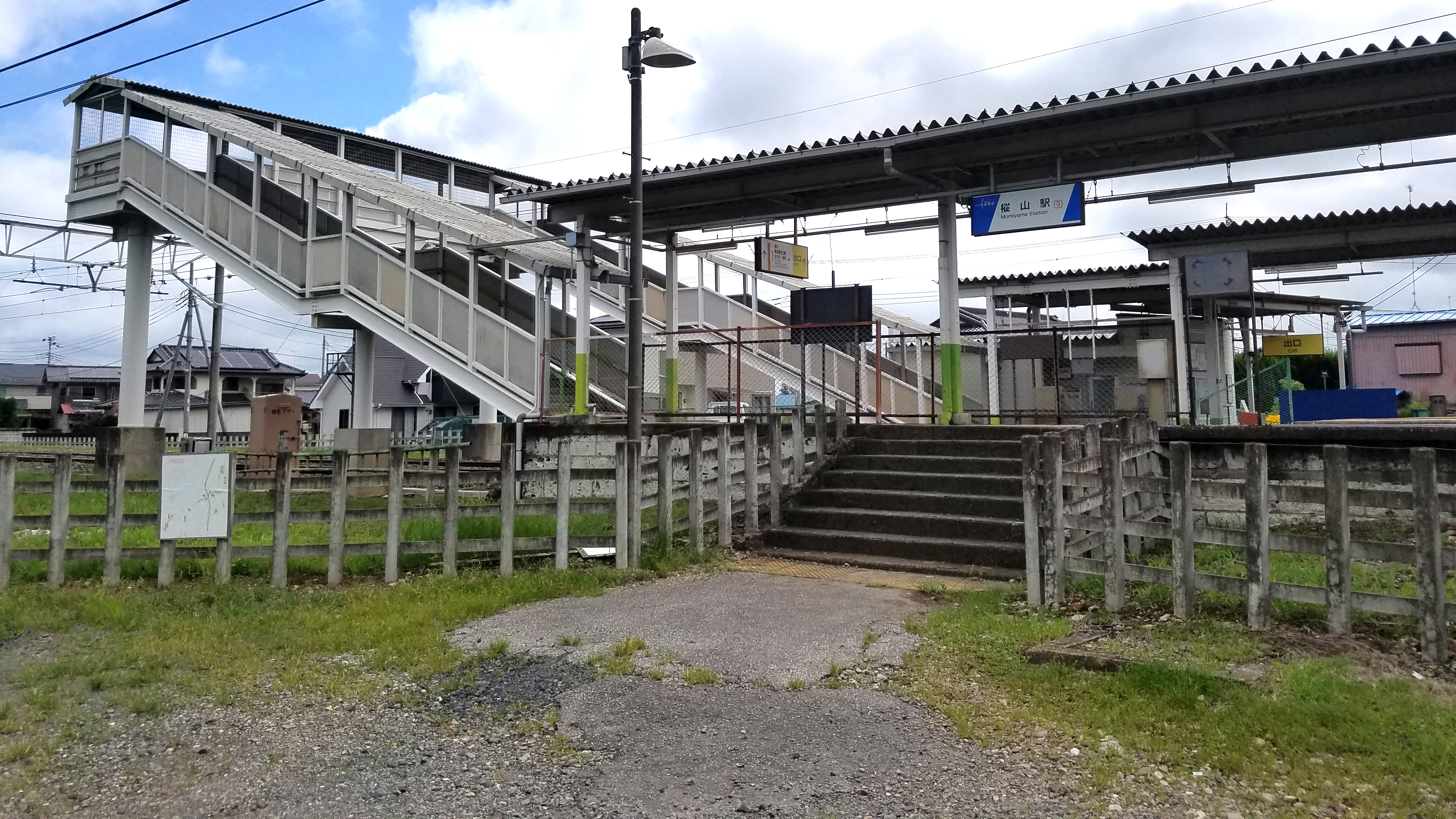
2號線側出入口（2021年8月）

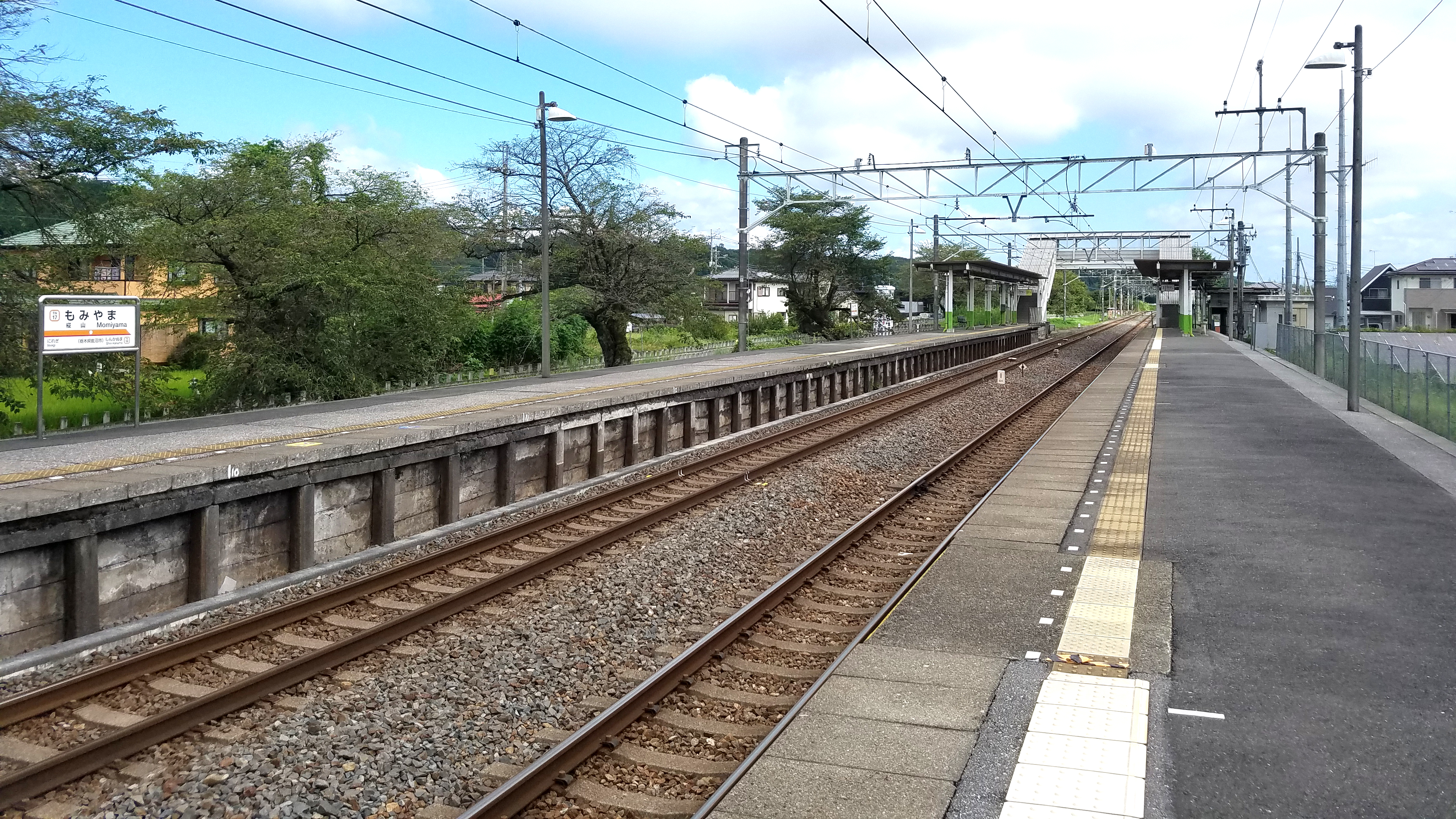
月台（2021年8月）

樅山站（日语：／ Momiyama eki */?）是日本栃木縣鹿沼市樅山町的東武鐵道日光線車站。車站編號TN 17。

## 歷史
- 1929年（昭和4年）4月1日 - 開業。
- 1973年（昭和48年）9月1日 - 車站無人化（開始簡易委託）。
- 2012年（平成24年）3月17日 - 導入車站編號TN 17。

## 車站構造
本站是側式月台2面2線地面車站。站房在淺草方向月台側，有天橋通往東武日光方向月台。

### 月台配置
| 月台 | 路線   | 方向 | 目的地                                                           |
| ---- | ------ | ---- | ---------------------------------------------------------------- |
| 1    | 日光線 | 上行 | 新栃木、東武動物公園、 東武晴空塔線 北千住、東京晴空塔、淺草方向 |
| 2    | 日光線 | 下行 | 下今市、東武日光、 鬼怒川線 鬼怒川溫泉方向                       |

- 上述路線名使用旅客資訊上的名稱（「東武晴空塔線」為愛稱）。

## 使用情況
2017年度1日平均上下車人次為565人。
近年1日平均上下車人次變化如下。
| 年度               | 1日平均 上下車人次 |
| ------------------ | ------------------ |
| 2000年（平成12年） | 373                |
| 2001年（平成13年） | 396                |
| 2002年（平成12年） | 327                |
| 2003年（平成15年） | 318                |
| 2004年（平成16年） | 311                |
| 2005年（平成17年） | 315                |
| 2006年（平成18年） | 326                |
| 2007年（平成19年） | 313                |
| 2008年（平成20年） | 370                |
| 2009年（平成21年） | 418                |
| 2010年（平成22年） | 475                |
| 2011年（平成23年） | 502                |
| 2012年（平成24年） | 569                |
| 2013年（平成25年） | 582                |
| 2014年（平成26年） | 538                |
| 2015年（平成27年） | 561                |
| 2016年（平成28年） | 566                |
| 2017年（平成29年） | 565                |

## 車站周邊
- 鹿沼市役所北押原社區中心
- 鹿沼樅山郵便局
- 生子神社（日语：生子神社 (鹿沼市)） - 每年9月19日左右的週日舉行選擇無形民俗文化財（日语：記録作成等の措置を講ずべき無形の民俗文化財）「生子神社的哭泣相撲（日语：泣き相撲）」。
- 國道293號（日语：国道293号）
- 國道352號
- 栃木縣道15號鹿沼足尾線（日语：栃木県道15号鹿沼足尾線）
- 栃木縣道137號樅山停車場線（日语：栃木県道137号樅山停車場線）

## 巴士路線

### 東武樅山站巴士站
車站西側出口附近的縣道鹿沼足尾線上。
- 鹿沼市民巴士（日语：鹿沼市民バス）口粟野線、上粕尾山之神線、入粟野上五月線
  - （口粟野線） 經南摩十文字、舊粟野町役場 往口粟野車庫
  - （上粕尾山之神線） 經南摩十文字・口粟野車庫、中粕尾車庫 往上粕尾山之神
  - （入粟野上五月線） 經南摩十文字・粟野地區公民館、杜鵑湯溫泉 往上五月
  - （口粟野線、上粕尾山之神線、入粟野上五月線） 經大門宿・東武新鹿沼站、上都賀醫院 往JR鹿沼站

### 樅山町南巴士站
車站東側出口約600m的國道293號（例幣使街道）上。
- 鹿沼市民巴士 南押原線
  - 經榆木站前 往楡木車庫
  - 經大門宿、東武新鹿沼站、上都賀醫院 往JR鹿沼站

## 相鄰車站
東武鐵道
 日光線
■急行
通過
■區間急行、■普通
榆木（TN 16）－樅山（TN 17）－新鹿沼（TN 18）

## 外部連結
- 樅山（車站資訊） - 東武鐵道